# 兵庫六甲農業協同組合
兵庫六甲農業協同組合（ひょうごろっこうのうぎょうきょうどうくみあい、通称JA兵庫六甲）は、日本の兵庫県神戸市北区に本店を置く農業協同組合。

## 概要
2000年（平成12年）に兵庫県南東部の神戸市および阪神間の市町にあった9農協の合併により設立された。業務区域内の組合員は約7万人にのぼり、直売所の設置を通じた地産地消のPRに力を入れている。
設立当初から、JAグループの統一シンボルマークとは別に「人・感動・緑のウェーブ」をテーマとした独自のマークとロゴデザインを使用している。

## 業務区域
- 神戸市（灘区、兵庫区、長田区には業務拠点無し）
- 尼崎市
- 西宮市
- 芦屋市（業務拠点無し）
- 伊丹市
- 宝塚市
- 川西市
- 三田市
- 川辺郡猪名川町

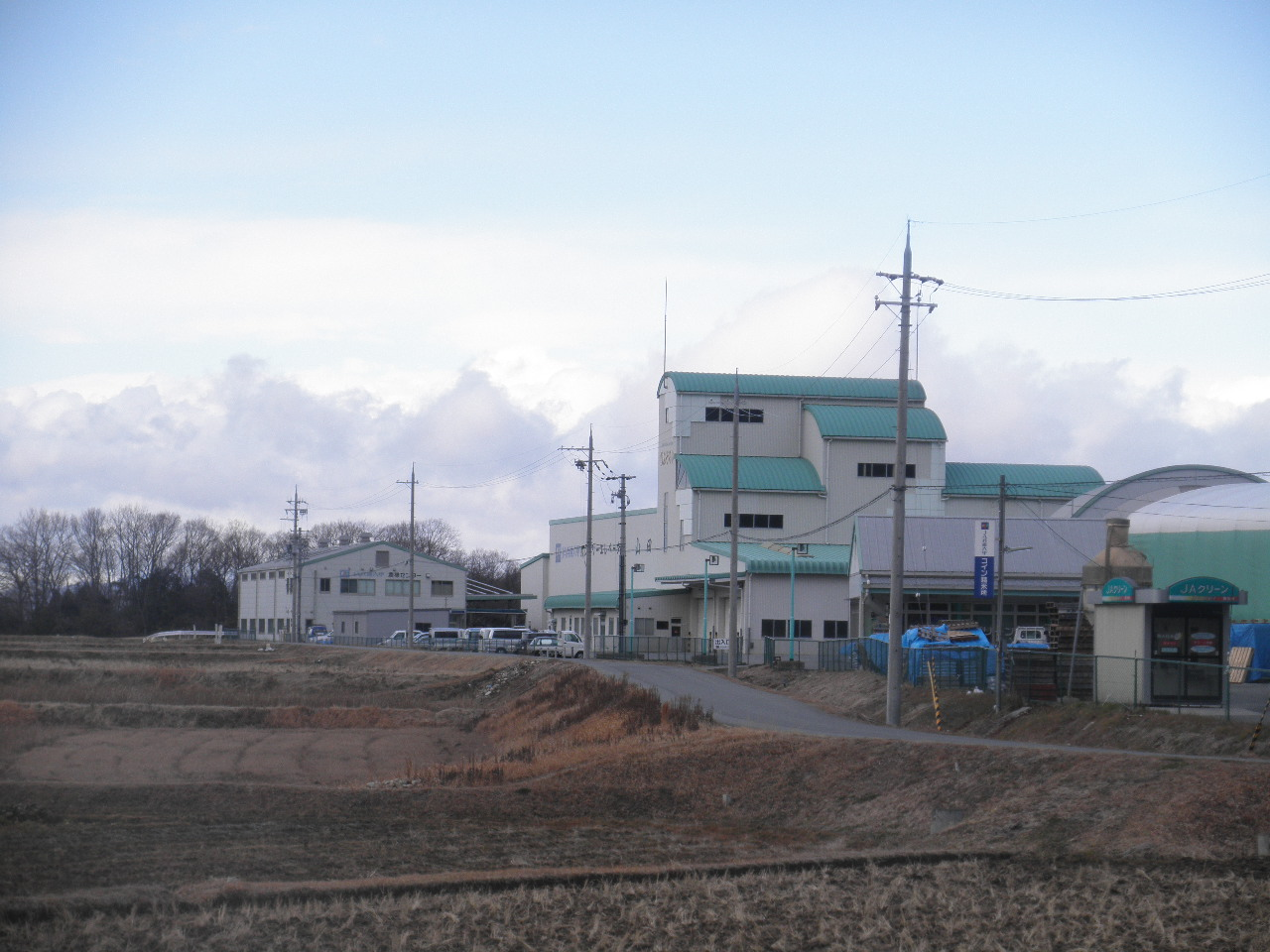
神戸北営農センター（神戸市北区）
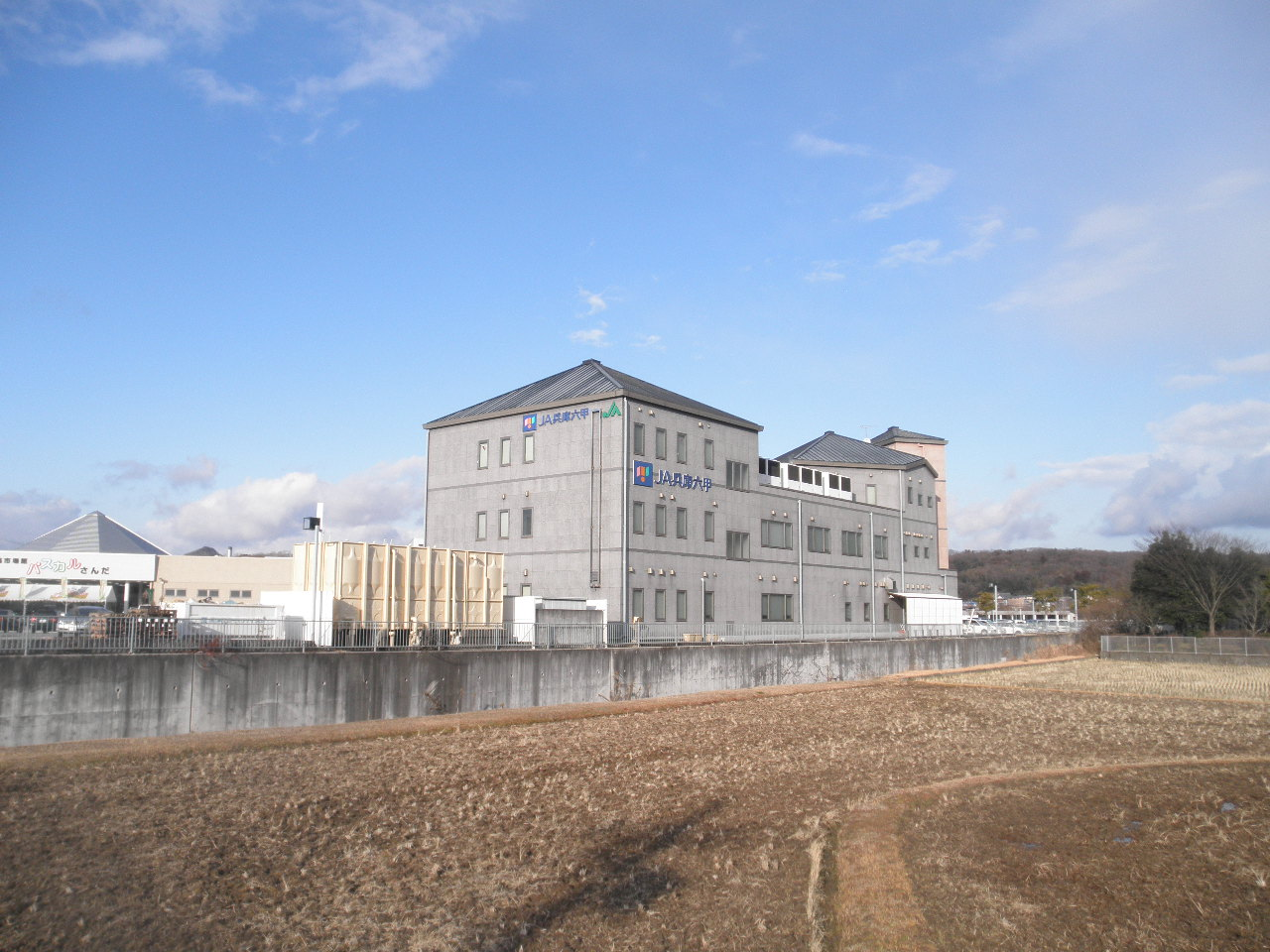
三田支店（三田市）
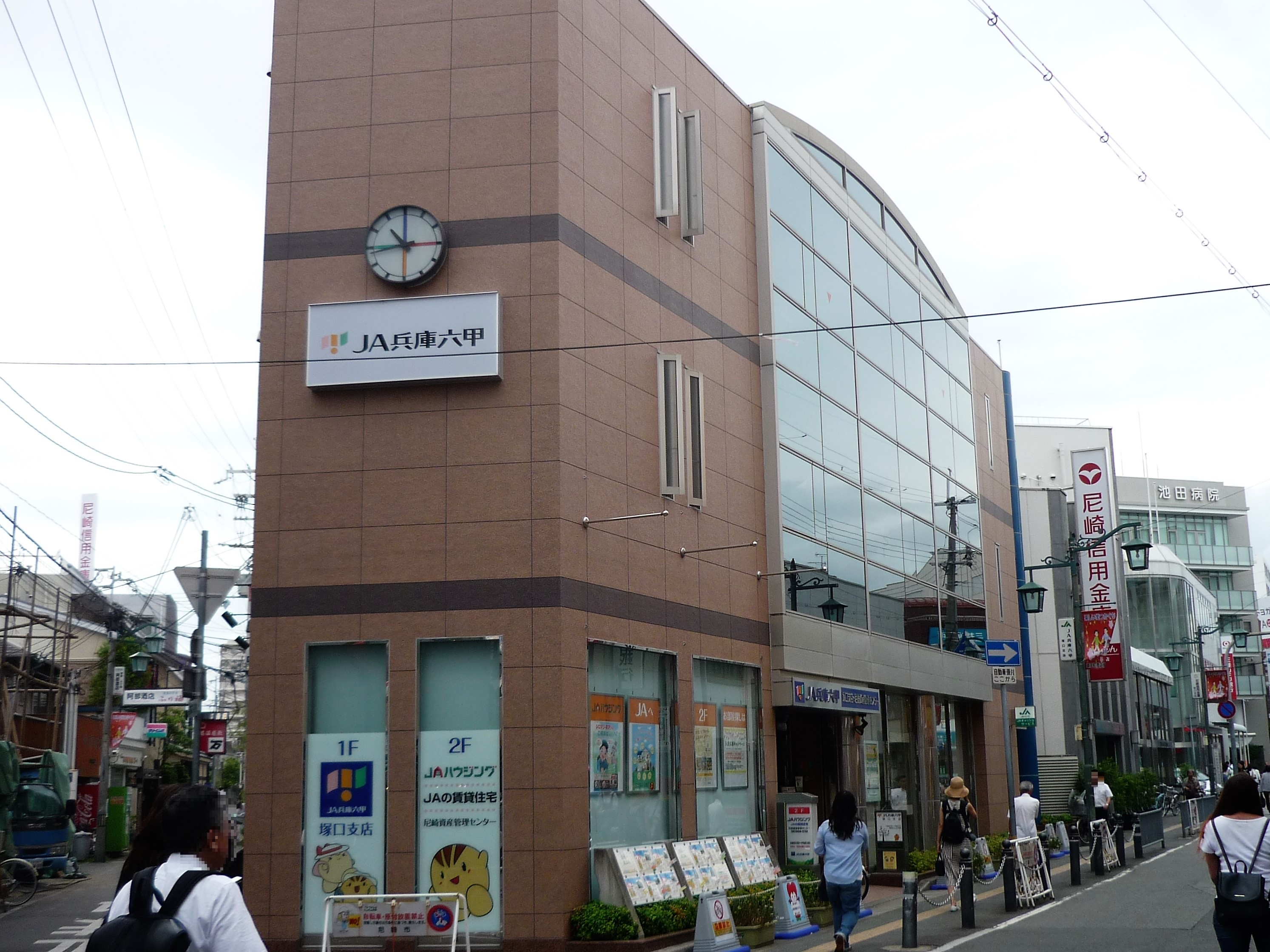
塚口支店（尼崎市）